# Армия рок-н-ролла
«Армия рок-н-ролла» — студийный альбом группы «Рок-Синдром».

## Об альбоме
В сентябре 2015 года группе «Рок-Синдром» поступило предложение от мэйджор-фирмы Soyuz Music заключить контракт на выпуск альбомов.
Первым релизом стал альбом «Армия рок-н-ролла». Релиз состоялся 11 марта 2016 года. В CD вариант альбома вошли десять новых песен и десять бонус-треков из предыдущих альбомов группы: «Зов Рок-Н-Ролла» 2012 и «Мы уедем в Рок-Н-Ролл!» 2009. В цифровой вариант альбома вошли десять треков «Армия рок-н-ролла» и двадцать бонус-треков из предыдущих альбомов группы: «Зов Рок-Н-Ролла» 2012 и «Мы уедем в Рок-Н-Ролл!» 2009.
Пресса своеобразно отреагировала на выход альбома, дав определение музыкальному стилю как:

Рок-синдром, Название: «Армия рок-н-ролла», Стиль: рок с яйцами

В записи принимали участие Сергей Горбунов — вокал, гитара; Алёна Полтавская — бас-гитара; Frank Enstein — барабаны. Оформление: идея — «Рок-Синдром», художник — Михаил Горбунов.

## Список композиций
Слова и музыка всех песен — Сергей Горбунов.
| №   | Название                             | Длительность |
| --- | ------------------------------------ | ------------ |
| 1.  | «Победившие смерть»                  | 3:01         |
| 2.  | «Поезд „Москва — Рок-Н-Ролл“»        | 4:00         |
| 3.  | «Армия Рок-Н-Ролла»                  | 3:21         |
| 4.  | «На той стороне Луны»                | 4:06         |
| 5.  | «Вперед к Победе!»                   | 2:40         |
| 6.  | «Степной бунт»                       | 4:35         |
| 7.  | «Мы для вас — Изгои»                 | 3:58         |
| 8.  | «Будь дерзким и сильным!»            | 2:51         |
| 9.  | «Иуда»                               | 3:28         |
| 10. | «Чёрная тройка»                      | 5:29         |
| 11. | «Рождённый свободным (2015)»         | 4:24         |
| 12. | «Твой первый мотоцикл»               | 2:57         |
| 13. | «Зов Рок-Н-Ролла»                    | 2:34         |
| 14. | «Мы уедем в Рок-Н-Ролл»              | 4:04         |
| 15. | «Biker`s Blues»                      | 4:12         |
| 16. | «Лететь как птица над Землёй»        | 3:06         |
| 17. | «Рок — это шоу!»                     | 3:56         |
| 18. | «Теперь мы здесь!»                   | 2:52         |
| 19. | «Я с детства слушаю рок!»            | 2:03         |
| 20. | «Металический танк (2015)»           | 4:35         |
| 21. | «Казаки-Разбойники»                  | 3:04         |
| 22. | «Слава ВДВ!»                         | 2:19         |
| 23. | «Автострада»                         | 3:32         |
| 24. | «Chicks and bikes and rock ’n’ roll» | 3:09         |
| 25. | «Мсье Жан»                           | 3:30         |
| 26. | «Тормоза придумали трусы»            | 2:22         |
| 27. | «Harley-Davidson»                    | 3:31         |
| 28. | «Пей жизнь через край»               | 4:21         |
| 29. | «Московский блюз»                    | 2:45         |
| 30. | «Мы пьём пиво»                       | 4:27         |